# رشيد الخطيب الموصلي
رشيد الخطيب الموصلي (1303-1399هـ/1886-1979م) هو عالم دين من الموصل.

## نسبه وأسرته
هو الشيخ رشيد بن صالح بن الحاج طه الطائي الخطيب. حيث أكتسبت الأسرة لقب الخطيب من جدهِ الشيخ الحاج طه، الذي كان مشهوراً بالخطابة.
أما والد الشيخ رشيد، فهو عالم وفقيه، ولقد وصفه ولده حين ترجم لهُ بأنه: «العالم النحرير والعلامة الجليل الشيخ صالح أفندي ابن الحاج طه الخطيب، درس العلوم على أوحد زمانه وفريد أوانه الشيخ عبد الله أفندي العمري «الملقب برئيس العلماء في الموصل الحدباء... وأعطاه الإجازة العالِمية، وكان عمره إذ ذاك نيِّفاً وعشرين سنة».
وكانت وفاة والد المُتَرجَم الشيخ صالح الخطيب في عام 1306/ 1889م.

## نشأته
ولد الشيخ رشيد الخطيب ليلة الجمعة آخر جمادى الأولى سنة 1303هـ/ 1886م من أبوين صالحين، فأبوه هو الشيخ صالح، وأمه بنت الشيخ محمد نوري العمري.
توفي والده ولمّا يتجاوز الثالثةَ من العمر، ولكن الغِراسَ الطيبةَ التي خلَّفها أبوه في الأهل والبلد، كانت خير عوض وبديل له في ولده، ويقول عن ولادته ودراسته ونشأته: «كانت ولادتي سنة 1303هـ، وبعد أن درست القرآن دخلت الكتاب، فتعلمت الكتابة والقراءة، ثم قرأت مبادئ العلوم على بعض علماء الموصل، حتى إذا تذوقت طعم العلم، لازمت تدريس الأستاذ الشيخ محمد الرضواني (1357)، ولم أزل أدرس عليه العلوم المقررة في المدارس الأهلية حتى أكملت المنهج المعروف للعالِمية، وأخذت منه الإجازة العالمية، وكان ذلك سنة 1329 هجرية فقد قرأت عليه العلوم العربية، النحو والصرف والبلاغة، ثم قرأت عليه المنطق والكلام وأصول الفقه والحديث والفرائض».

## ثقافته وشيوخه
كان الشيخ رشيد أثناء دراسته على الشيخ محمد الرضواني يختلف إلى الأستاذ أمجد (بك) العمري، فيدرس عليه شيئاً من مبادئ الحساب والجبر والهندسة والفلك. يقول: «فأخذت ما ينفعني في حياتي العالمية، وما لابد منه لمثلي ممن يحاول التجدد والتجديد في هذا المسلك».
وهذا المنهج الدراسي الذي انتهجه الشيخ، يدل على روح تنزع منذ وقت مبكر إلى التجديد وتتطلع إلى التغيير نحو ما هو أفضل، وعدم الرضا بأساليب ومناهج الدراسة القديمة. ويبدو أن لهذا أثراً بتعلقه وافتتانه بالكتابات الجديدة الوافدة من مصر، التي كانت سباقة إلى الاتصال بالحضارة الغربية، بالإفادة منها، ويبدو من كلامه أنه عمد إلى تجديد ثقافته منذ بداية العشرينيات -حيث بداية الحكم الوطني- بألوان من الثقافة. ولذلك نراه يقول: «وبعد أن تشكلت الحكومة العربية العراقية، وردت علينا الكتب المصرية بسائر أنواعها فاطلعت على ما لم أكن أعرفه من قبل، ولم يدر بخلدي وجود مثله من الكتب الجديدة المؤلفة في أنواع العلوم، ومن ضمنها الكتب التجديدية والانتقادية والاجتماعية وكتب الأدب، فهمت بها أشد هيام، وأخذت أبحث عن هذه الكتب التي كنت أراها غريبة في بابها، بأساليبها ومواضيعها وفوائدها وترتيبها، إذ لم نكن نعرف مثل ذلك من قبل. وكانت لذتي بمطالعة الكتب لا يشابهها لذة».
على أن الشيخ كان واعياً في اختيار ما يقرأ، يتخيّر منه ما يلائم عقيدته وقيمه، ويقول: «فإذا بلغني أن قد أتى كتاب جديد من نوع هذه الكتب، لا ألبث أن أتصفحه كله حتى آتي على آخره، وأعي ما فيه من الفوائد الجديدة المقتبسة من المدنية الجديدة -إن كانت تلائم البيئة والمبدأ والدين- وقد كثرت لدينا أمثال تلك الكتب في هذا العهد، أو من الكتب المحورة عن الكتب القديمة التي أعرفها من قبل، ولكنها قد حورت إلى صورة تناسب العصر الحاضر والروح الجديدة».
غير أنه وجد بغيته بين هذه الكتب فيما أنتجته (مدرسة الإصلاح)، إذ التقت تطلعاته أهدافَهم ومراميهم، في الحفاظ على الموروث من علومنا، والإفادة مما أنتجته الحضارة الغربية الحديثة، بوعي لا عشوائية، والتوفيق بين هذا وذاك، فيقول: «وأكثر ما كنت أرغب فيه كتب علماء الإصلاح كالأستاذ جمال الدين الأفغاني على قلتها، والأستاذ الإمام محمد عبده، وما إلى ذلك من كتب علماء التجديد والإصلاح، حتى استفدت من ذلك علماً نافعاً، وعلواً في المدارك، ونظراً صحيحاً في الملاحظات العلمية والإصلاحية، أياً كانت والحمد لله على ذلك. ومما لا شك فيه أنَّ الانتباه ورقيَّ المدارك إنما يكون بالمطالعات المتواصلة لمثل هذه الكتب القيمة».
ثم يكشف الشيخ رشيد عن مصدر آخر مهم من مصادر ثراء ثقافته وتكوين شخصيته العلمية، وهو مهنة التدريس فيقول: «ثم إني دخلت سلك التدريس في المدرسة الثانوية، وكنت أُدرِّس فيها الآداب العربية للصف المنتهي، قضيت في ذلك نيفا وعشرين سنة، لم تكن سلوتي إلا رضاء التلاميذ عني ورغبتهم في درسي، لأنهم يستفيدون منه فائدة جلى لا ينسونها لي بعد إنهائهم دور الدراسة ودخولهم معترك الحياة ".
هذه هي روافد ثقافة الشيخ رشيد، نشأة صالحة، وإقبال على العلم مبكر، وشيوخ مرموقون، وعقلية نيِّرة متفتحة، ومداومة على البحث والتنقير في كل ما هو مفيد وجديد. هذه الميزات، مع قدر كبير من الإخلاص والتحمس، كونت شخصية الشيخ رشيد، الذي خلّد تفسيراً للقرآن المجيد، وعدداً كبيراً من المصنفات في العلوم الشرعية وغيرها.

## تلاميذه
- إبراهيم النعمة
- ذنون البدراني
- إسماعيل مصطفى الكتبي
- صالح عارف البامرني
- شمس الدين عبد العزيز سيد حاتم
- يونس شيت ميرزا
- ذنون يونس الغزال

## آثاره
ترك الشيخ رشيد عدداً من المؤلفات المتنوعة المادة والموضوع في التفسير والحديث واللغة والأدب والفقه والكلام، وأهمها تفسيره المسمى :(أولى ما قيل في آيات التنزيل).
وهو أهم وأوسع مؤلفاته، ومحط فخره واعتزازه، وموطن عنايته، قرأه عليه غير واحد من تلامذته مرة أو مرتين، وكان قد كتبه أوّلاً غير متواصل الآيات، ثم كتبه متواصلاً كاملاً، ثم راجعه للمرة الرابعة معتنياً في تنقيحه وتهذيبه وأدخل عليه كثيراً من الإصلاح. ثم شرع به للمرة الخامسة في 29/ أيار/ 1944م، وأكمله في 21/ آذار/ 1946م، وقد تم طبعه سنة 1971م في مطبعة جامعة الموصل.
والتفسير في تسعة أجزاء، ومقدمة سابغة فريدة طبعت مستقلة، تكلم فيها على خصائص القرآن وأساليبه وتراكيبه، كما أوضح فيها كثيراً من المسائل المهمة في كتاب الله، زيادةً عما في هذه المقدمة من شرح وافٍ لمنهجه في تفسيره، وقد اعتمد عليها حين شرع بتفسير الآي، فكان يحيل عليها عند تفسيره لكثير من الآيات مكتفياً بتلك الإحالات. تبلغ صفحات التفسير مع المقدمة (2433) صفحة من القطع المتوسط، ولم يكن الشيخ راضياً عن تلك الطبعة لكثرة أخطائها، وعدم العناية بترقيمها، برغم حرصه على خروجها للناس بأفضل صورة، إذ قعد به المرض والشيخوخة عن متابعتها بنفسه ممّا عرضها لأخطاء مطبعية وفنية كثيرة، وهذا ما حمل الشيخ على وضع شروط أوصى بالأخذ بها عند الطبع الثاني للتفسير، وخاصة تنقيته من تلك الأغلاط المطبعية، ومراعاة مستلزمات الإخراج الجيد.

### المطبوعة
- أولى ما قيل في آيات التنزيل 1973 وهو في تسعة اجزاء.
- رسالة في علم العقائد 1965.
- رسالة في مواضيع مهمة 1979.
- تفسير سورة الحجرات 1359هـ.
- رسالة في أصول الفقه 1980.
- اسئلة الامتحانات للائمة والخطباء1968.

### المخطوطة
كثيرة ومتنوعة في التفسير والحديث والعقائد والكلام وفي الفقه وأصوله وفي اللغة والبلاغة والأدب والتراجم والتربية والتعليم وفي القصص والأخبار والمواعظ ومتفرقات في علم الهيئة ومقتطفات وتعليقات في مختلف المواضع والعلوم فضلاً عن الخطب المتبرية وهي محفوظة عند حفيده اثيل النجفي وعند تلميذه إبراهيم النعمة ومن أهمها:
- مخطوطة يعرف بها عن نفسه وهي سيرة ذاتية.
- اسنى الأدب في تاريخ العرب.
- مختصر التفسير.
- مختارات الصحاح.
- المنتخب من الأحاديث النبوية.
- رسالة فرائد القلائد.
- مختصر في علم الفرائض.
- رسالة في معاني الحروف.
- مالا يستغني عنه التلميذ والكاتب والاديب من الفاض اللغة وخصائص التركيب.
- مختصر الوسيط.
- حسن الصنيع في البديع.
- مختصر البلاغة.
- المنتقى في البلاغة.
- ابسط الترتيب في تراجم الأدباء.
- اوضح المناهج في تاريخ الأدب لسائر عصور العرب.
- ترجمة لشعراء بني امية وبني العباس وعلماء وشعراء الدولة العثمانية.
- بنات الأفكار الحسان ولقائط الجمان.
- تذكرة الأدباء.
- حقيبة الاديب.
- الخرائد الحسان في متنزهات العيان.
- رسالة في العروض.
- الشذرات.
- شرح قصيدة بانت سعاد.
- عمدة الاديب ومرجع الاديب.
- عون الاديب فيما يحتاجه من مختلف الأبحاث والتراكيب.
- الفرائد في بعض المقطوعات.
- اللطائف المشرقة في القطع الشيقة.
- مجموعة الخطب المنبرية.
- معين التلميذ في فهم الأدب على المنهج الحديث.
- منتخبات فرائد النثر وفرائد النظم.
- منتخبات الخطيب لما يتحسنه كل اديب.
- رسالة في دروس الأخلاق والسيرة وقصص الانبياء.
- مبادئ علم الهيئة.[1]

## وفاته
أمضى الشيخ رشيد حياة حافلة بالعلم والتعليم والتأليف، وكان يتمتع بأخلاق سامية تليق بعلمه ونسبه وفضله، فلم يؤثر عنه إلا ما هو طيب حسن، فقد أنفق دنياه في سبيل دينه، وعاش مجاهداً الجهل والبدع والتقاليد المخالفة للدين. وقد جعل من بيته مدرسة لتدريس العلم، لا يردّ أحداً يطلبه، فكان ينهض كل يوم مبكراً لصلاة الفجر ثم يبدأ بالتدريس حتى صلاة الظهر، وبقي هذا دأبه -وهو دأب العلماء القدامى- حتى بلغ من الكبر عتيا، فأقعدته الشيخوخة والمرض عن مواصلة التدريس، فانتقل إلى بيت إحدى بناته الأربع، إذ لم يبق له من أولاده إلا هنّ، أما أولاده الآخرون من الذكور والإناث فقد توفوا جميعاً وهم صغار.
أمضى الشيخ في بيت ابنته عدة سنوات، لم ينقطع خلالها عن القراءة والمطالعة والدرس والتمحيص فكان في ذلك له سلوة، وراحة.
وكان حريصاً كل الحرص على أن يبقى له عقله نيِّراً واعياً إلى آخر لحظة من عمره، وله في ذلك رأي وهو: «أن من تعهد عقله بالقراءة والدرس والمراجعة لم يفقده، ولم يلحقه الخرف الذي يلحق كثيراً من المعمرين»
توفي في عصر يوم 19/11/1979 عن عمر قارب المائة.